# 匂坂祐子

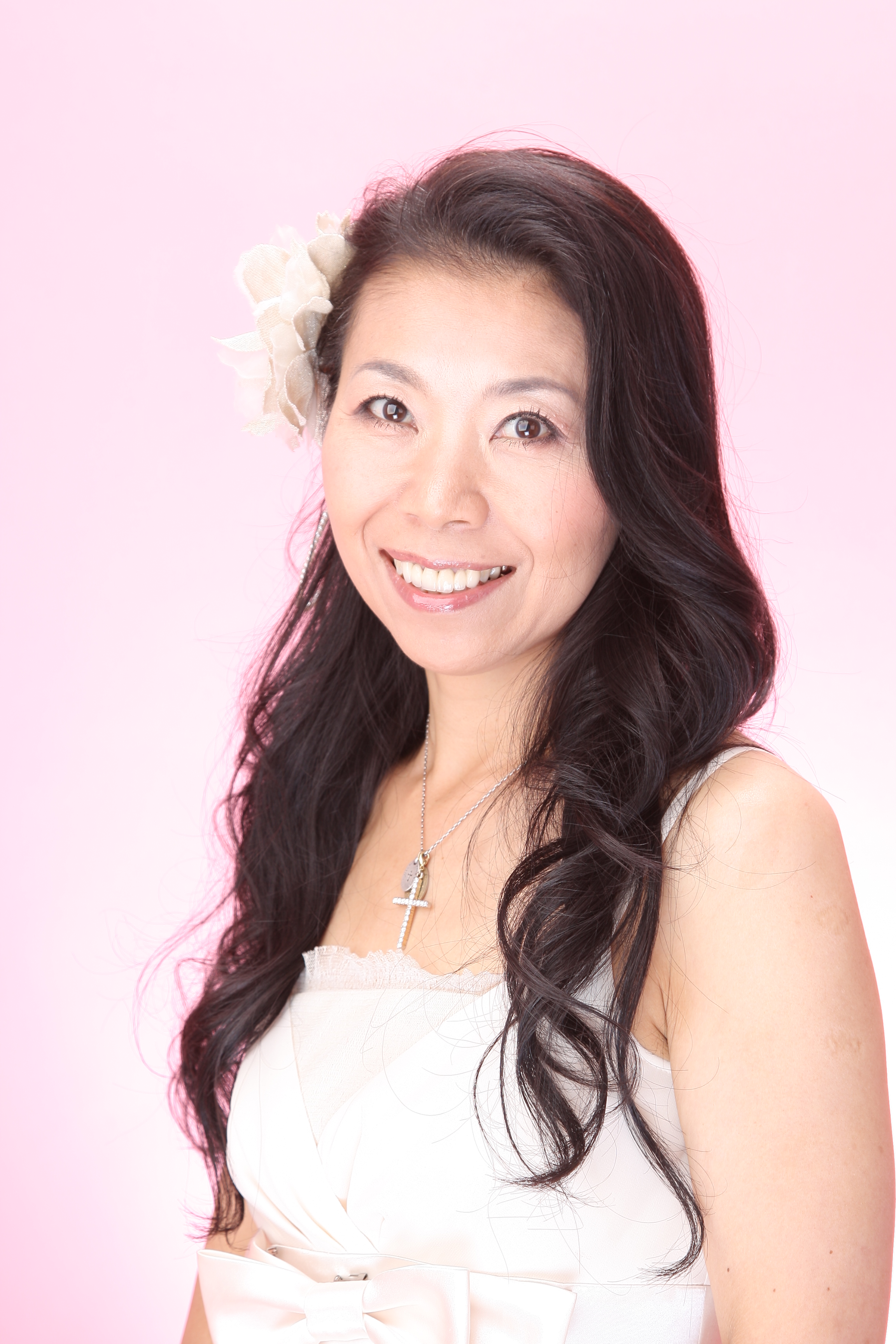
匂坂祐子/Yuko Sagisaka

匂坂 祐子（さぎさか ゆうこ、1961年8月29日 - ）は、日本の油彩・テンペラ画家。静岡県富士市出身。油彩テンペラ混合技法と黄金背景テンペラ技法を用いた板絵の古典技法で作品を制作。

## 経歴
静岡県富士市生まれ。東海大学短期大学部生活芸術コース卒業。1972年より日本画家村井竹山氏にデッサン・水彩・油彩・日本画を学ぶ。1991年より全卵テンペラによる油彩テンペラ混合技法の板絵・銅版画、卵黄テンペラによる黄金背景テンペラ技法・羊皮紙技法を用いて作品を制作している。1997年 イギリス・フランス研修旅行。1998年イギリス・ベルギー・ドイツ研修旅行。ヘザーレイズスクールオブファインアート(ロンドン)肖像画コース受講。日本とヨーロッパ各地で発表を続ける。2008年ローマ法王「復活Resurrection]献上東京都在住。

## 主な作品
- Blessed WeddingI（ロミオとジュリエット）　2010
- Eternal WeddingIII　天国のキス（眠りの森の美女）　2009
- Eternal WeddingII　永遠の愛の誓い（白鳥の湖）　2009
- Eternal WeddingI　永遠の愛を込めて（ジゼル）　2009
- Arc-en-ciel de l‘amour au bonheur　幸福への愛の虹（眠りの森の美女）　2008
- The Victorious re surrection　勝利の復活（海賊）　2008
- Resurrection　復活（聖書）　2007
- Angel　天使　1997
- HAPPY CAT　ハッピーキャット　1997
- Fortune favors the brave　運命の女神(ギリシャ神話)　1996

## 主な展覧会
- 2000年
  - 個展「Bless Your Heat」フェアリー（青山）
  - モナコ・ジャパンフェスティバル Japan Festival in Monaco招待出品
  - エビアン・ジャパンフェスティバル Japan Festival in Evian招待出品

- 2001年
  - 個展 「Amore Serenate」ARTE GIAPPONE (イタリア・ミラノ）
  - ジャパンフェスティバル2001(Japan Festival2001)
  - エディンバラ・フェスティバル招待出品（イギリス）
  - 個展 「Amore Serenate」チャールストンホテル（スポレート）スポレイトフェスティバル招待出品( Festival dei Due mondi diSpoleto)

- 2002年
  - 個展 ヨーロッパ帰国絵画展「Amore Eterna」GRANSHIP、静岡市民文化会館

- 2004年
  - 個展 新作展「Amore Infinito」トウキョウマリンギャラリー

- 2005年
  - 個展　国際親善・社会貢献活動に寄与する展覧会 「BLESSING-anniversary33」トウキョウマリンニチドウギャラリー

- 2006年
  - 個展　東京都庭園美術館「BLESSING-anniversary34」

- 2007年
  - 個展　東京都庭園美術館「BLESSING-anniversary35」- Eternal Love
  - バチカン・ローマ法王「復活-Resurrection」正式献上 、バチカン美術館所蔵
  - 「アーティストが表現する世界遺産」刊行

- 2009年
  - 日中友好芸術国際絵画藝術展出展「優秀賞」受賞

- 2010年
  - オーストラリアシドニー「アートの競演」Tom Dunne gallery
  - 個展「Yuko Ｓagisaka Exhibition2010」2010年5月11日～2010年5月16日　GALLERY2104　
  - 国際交流祭INワルシャワ～ショパン生誕200年出展
  - NHK文化カルチャー主宰：国際交流祭INワルシャワ：テンペラワークショップ開催
  - 第14回上海芸術博覧会（上海アートフェア）出展
  - インターナショナル「アートシドニー2010」出展
  - 芸術の存在意義「展」～この時代における作品の在り方～出展 ギャラリーアートイマジン
  - 個展 「Yuko Sagisaka Exhibition/ヒルトピア」　2010/12/15-12/21

- 2011年
  - カナダ・トロントアートフェス出展
  - 「震災支援・THANK YOU展」DORADO　GALLERY
  - アーテエキスポ ニューヨーク2011　３０回「日本美術の輸出展」出展

## 主な所蔵先
- バチカン美術館 「復活-Resurrection」（バチカン市国）
- モナコ王宮「雪・月・花」（モナコ王室）
- スペイン国立海洋博物館（スペイン、バルセロナ）
- トルコイスラム博物館（トルコ）
- エビアン市庁舎「True Love」（フランス、エビアン市）
- エディンバラ公邸｢Fate｣（イギリス、エディンバラ市）